# Rocheport, Missouri
Rocheport, Missouri (енгл. Rocheport) град је у америчкој савезној држави Мисури.

## Демографија
По попису из 2010. године број становника је 239, што је 31 (14,9%) становника више него 2000. године.
| Група             | 2000.       | 2010.       |
| Белци             | 185 (88,9%) | 216 (90,4%) |
| Афроамериканци    | 7 (3,4%)    | 9 (3,8%)    |
| Азијати           | 3 (1,4%)    | 2 (0,8%)    |
| Хиспаноамериканци | 0 (0,0%)    | 2 (0,8%)    |
| Укупно            | 208         | 239         |